# کاخ ریاست‌جمهوری سوریه
کاخ ریاست‌جمهوری سوریه محل زندگی و دفتر کار رئیس‌جمهور سوریه است. کاخ ریاست‌جمهوری مجموعه‌ای از دو کاخ جداگانه است که در شهر دمشق، واقع شده‌اند.
بشار اسد در ۸ دسامبر ۲۰۲۴ میلادی از کاخ ریاست‌جمهوری سوریه فرار کرد و ۵۳ سال دیکتاتوری خاندان اسد پایان یافت. یکی از کاخ‌ها به نام «کاخ مردم» (به عربی: قصر الشعب) بر بلندی‌های کوه قاسیون و در منطقه‌ای حفاظت‌شده در غرب دمشق، مُشرف به شهر است. کنزو تانگه معمار این کاخ بوده است.
دیگر کاخ ریاست‌جمهوری سوریه به نام «کاخ مهاجرین» در محله مهاجرین در شمال شرقی دمشق واقع شده است.
بشار اسد، رئیس‌جمهور پیشین رژیم بعثی سوریه تا قبل از آغاز جنگ داخلی معمولاً در «کاخ مهاجرین» سکونت داشت، اما ملاقات‌های رسمی با مقامات کشوری و مقامات خارجی را در «کاخ مردم» انجام می‌داد.
کارکنان دفتر ریاست‌جمهوری در «کاخ الروضه»، که مقر رسمی ریاست‌جمهوری است، مستقر هستند.